# 粟野川 (山口県)
粟野川（あわのがわ）は、山口県下関市を流れる二級河川。下関市内では木屋川に次いで2番目、山口北部では阿武川に次いで2番目の規模を擁する。シロウオとアオノリの産地として名高い。

## 地理
下関市豊田町金道の、勇山から南へ伸びる丘陵部に源を発する。宇内川・岩滑川・一ノ俣川といった上流部における多くの支流も周辺一帯を水源としているが、本流はそれらの支流に比べて水源の標高が低く、丘陵部を降りた地点では風隙など源流部が欠けたような地形がみられる。これは東隣・南隣を流れる、木屋川水系の稲見川や山田川による河川争奪が原因であり、その際に元来粟野川の小支流であった川が偶発的に本流となったものである。争奪面積は約110k㎡に及び、粟野川水系と木屋川水系の分水嶺にあたる上八道（かみやじ）付近に複雑な地形を作り出している。
上流部を北西へ流れ、主に右岸から多くの支流を集めながら豊田中の集落を進んでゆく。盆地を抜けると殿居付近で城山を臨み西へ蛇行し、旧豊北町域へと入る。狗留孫山より北流してきた最大支流の杢路子川を合わせると北へ向かい、大田川や滑川など左岸から規模の大きな支流を集めて山間部へ入る。右岸に白滝山・鶴羽山・ザレ山、左岸に向坊山・粟野嶽・宝蔵山を臨む渓谷地帯が河口手前まで続く。JR山陰本線橋梁を超えると河口の油谷湾（日本海）であるが、串山という標高56.4mの島が河口を塞ぐように横たわっており、手前から西へ抜ける流路と粟野集落を臨んで東から抜ける流路の二手に分かれている。
流量は多いが源流部から河口に至るまで高低差が小さく、緩やかな河川であるのが特徴。延長の29.8kmはあくまで二級河川指定区間であるが、流路延長のほぼ全区間に及ぶ。中上流部では国道435号（一部では更に国道491号）、中流部では山口県道269号豊田粟野港線、下流部では加えて山口県道39号粟野二見線が並行する。
河口付近では毎年初春になるとシロウオ（2月）とアオノリ（4月）の漁が盛んになり、3月には粟野川郷西河川公園（粟野橋付近）で「しろうお・青のり祭」が開催される。粟野川漁協による稚アユの放流も毎年行われ、解禁期間は釣り人が多く訪れる。山口県内では数少ないサケの西限であり、シロザケ・イシドジョウ・アマゴなど希少種も数多く生息する。
源流部から下流部に至るまで両岸に広がる標高50 - 200m程度の丘陵を「豊北丘陵」という。下流部においても良好な水質を保つ清流であり、中でも支流の蓋の井川上流部はその清廉さと景観が評価され豊北峡と呼ばれるようになった。水源の白滝山から長さ約6kmに及ぶ渓谷であり、春はシャクナゲやツツジ、秋は紅葉を楽しめる美景地である。なおこの渓谷に源平合戦（治承・寿永の乱）で敗れた平家、あるいは大内氏滅亡による落武者が逃げ込み、井戸に物具を隠して蓋をしたことが「蓋の井」の地名の由来とされている。

## 治水

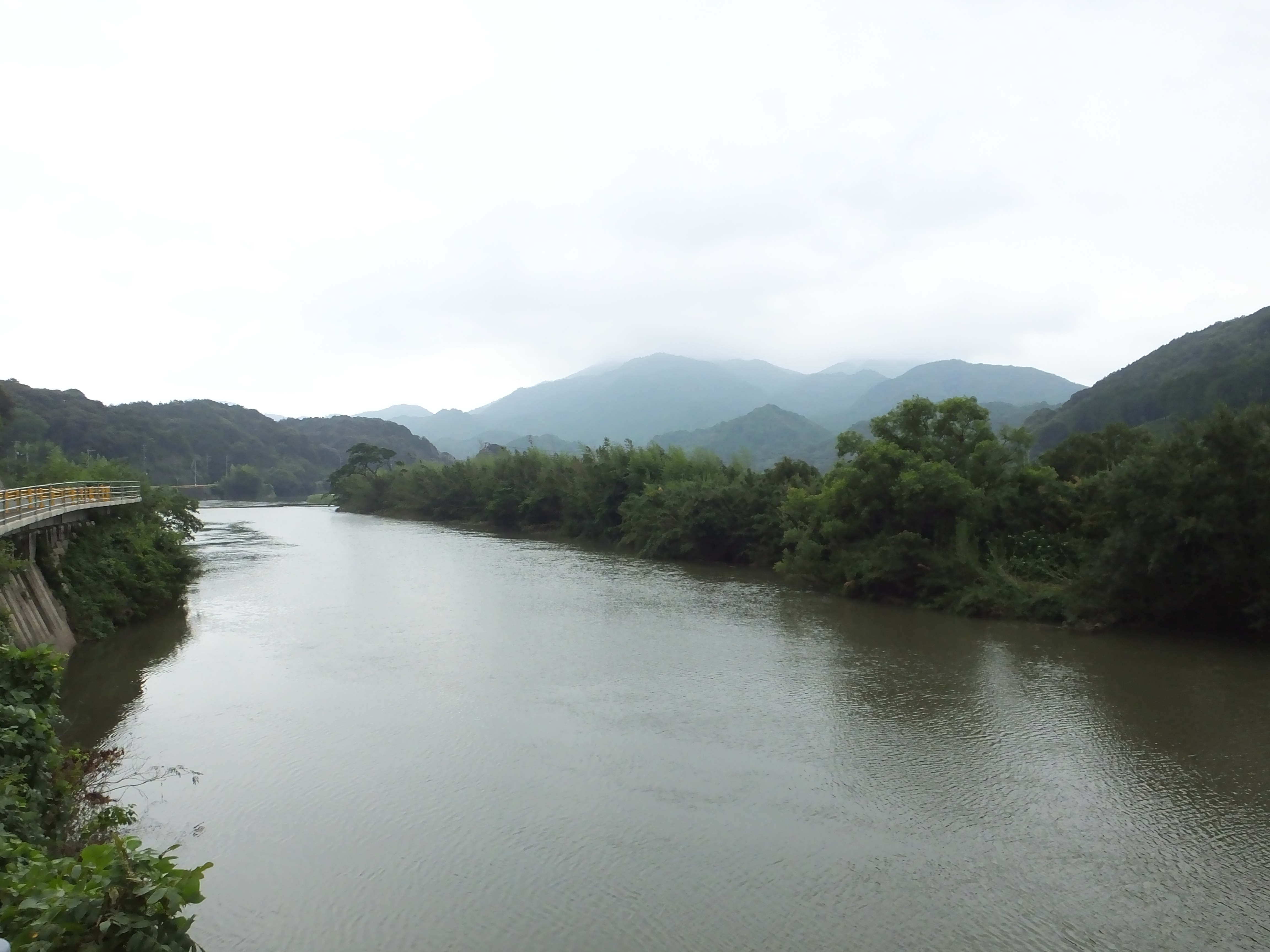
下流部の渓谷地帯

粟野川には沈下橋（潜水橋）があることで知られている。代表的なものが下流部の川渕橋と大久保橋の間に位置する小野橋であるが、その他にも中流部にいくつかの沈下橋が存在する。下流部は山間部でありながら流量が多く、この地域では流される橋を架け直し続けるよりも有効な治水対策であったとのことである。ちなみに粟野川河口部に初めて橋が渡されたのは1884年（明治17年）の「登龍橋」とされている。これに対する西村茂樹の「横水蛟竜三十丈、利人功徳一千年」（蛟竜のように荒れ狂うこの川はたったの三十丈ほどだが、人間が積み重ねてきた成果は一千年にも及ぶのだ）という碑文が残されているが、この石橋は架設されたその年に洪水で落ちてしまったという。
下流部及び支流の大田川流域では、1999年（平成11年）6月28日から6月29日にかけての梅雨前線による集中豪雨（平成11年6月豪雨）で、浸水41戸・孤立家屋123戸・農地冠水172haの被害が出た。これを受け河川災害復旧等関連緊急事業（復緊事業）による治水対策が進められてきたが、河川改修により下流部の水田が多く失われることへの懸念もあり、河川改修に変えて輪中堤（築堤や地上げ）などによる水防災事業が行われている。洪水の際には下流部の水田が湛水することを前提としており、地元住民の合意を得た上での事業である。その他、河道掘削や下流部の橋の架け替えも進められている。なお、水防警報河川・水位情報周知河川に指定されているのは旧豊北町内の日の下橋より下流の区間である。
利水施設は、支流の蓋の井川と一の俣川の2か所にそれぞれ砂防ダムが整備されている。

## 主な支川

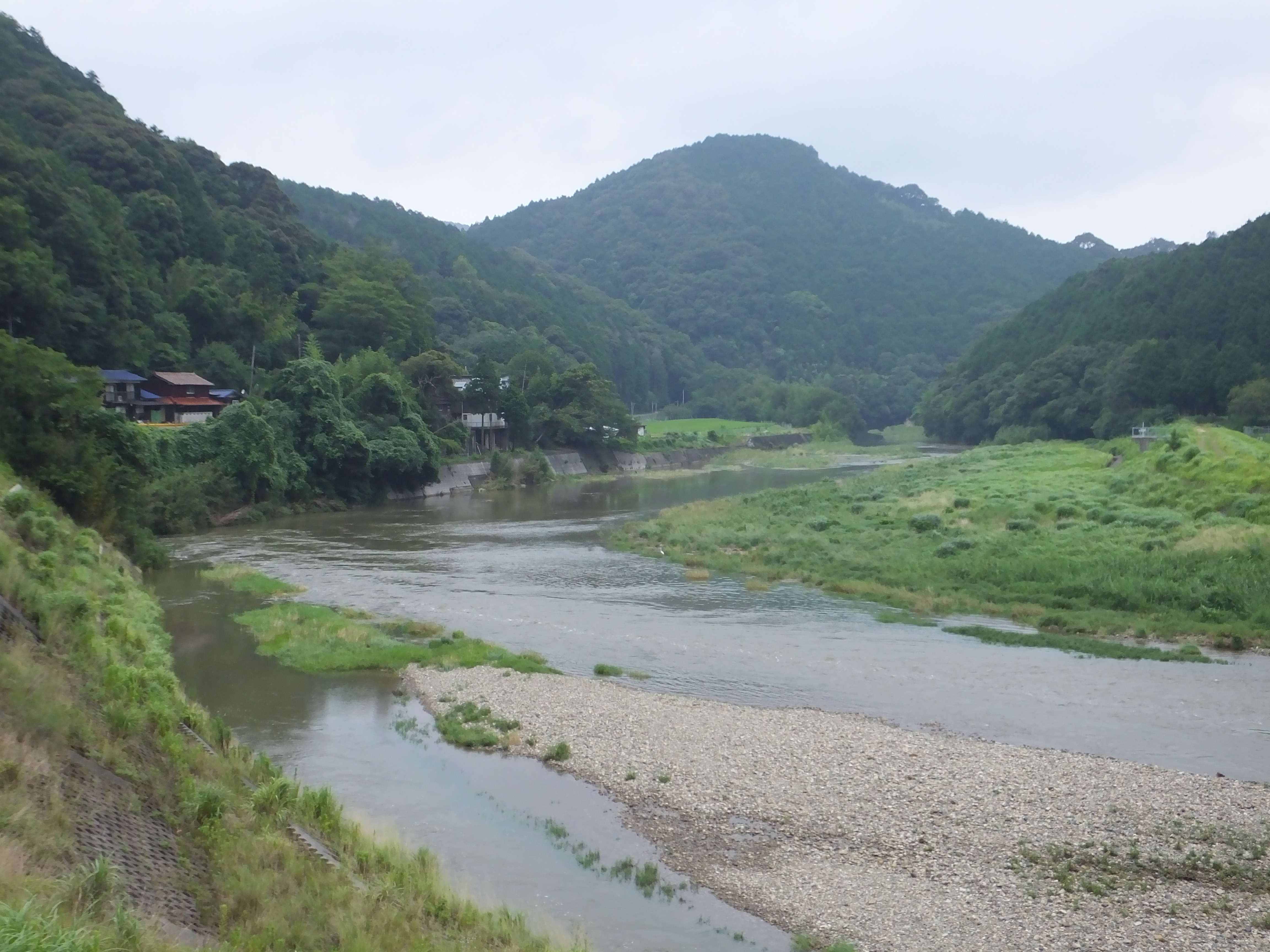
市之瀬橋付近

上流より記載、太字は二級河川
- 鷹の子川
- 呉ヶ畑川
- 宇内川
  - 岩滑川（いわなめらがわ）
- 一ノ俣川
  - 怒瀬川
  - 花瀬川
- 佐野川
- 開作川
- 杢路子川（もくろじがわ）
  - 奥野川
  - 郷ヶ迫川
  - 奥菜畑川
  - 大風畑川
  - 鳴川
- 和田の浴川
- 小野川
- 朝生川
- 大田川
  - からぶろ川
  - 後ヶ谷川
  - 大田浴川
- 杣地川
- 滑川
  - 田代川
  - 神出川
    - 向坊川

  - 古崎川
  - 大庭川
- 中河内川
- 才ヶ瀬川
- 蓋の井川
- 小河内川
  - 政ヶ浴
  - 飛松浴
  - 足河内川
- 宮迫川

## 主な橋
上流より記載
- ○○橋
- 飛松橋 - 国道435号
- 五毛橋 - 国道491号
- 高橋
- 市場橋
- （沈下橋）
- ○○橋
- 日の下橋 - 国道435号
- （旧）日の下橋
- 松崎橋
- 広瀬橋
- 才ヶ瀬橋
- 市之瀬橋
- 川渕橋
- 小野橋（沈下橋）
- 大久保橋

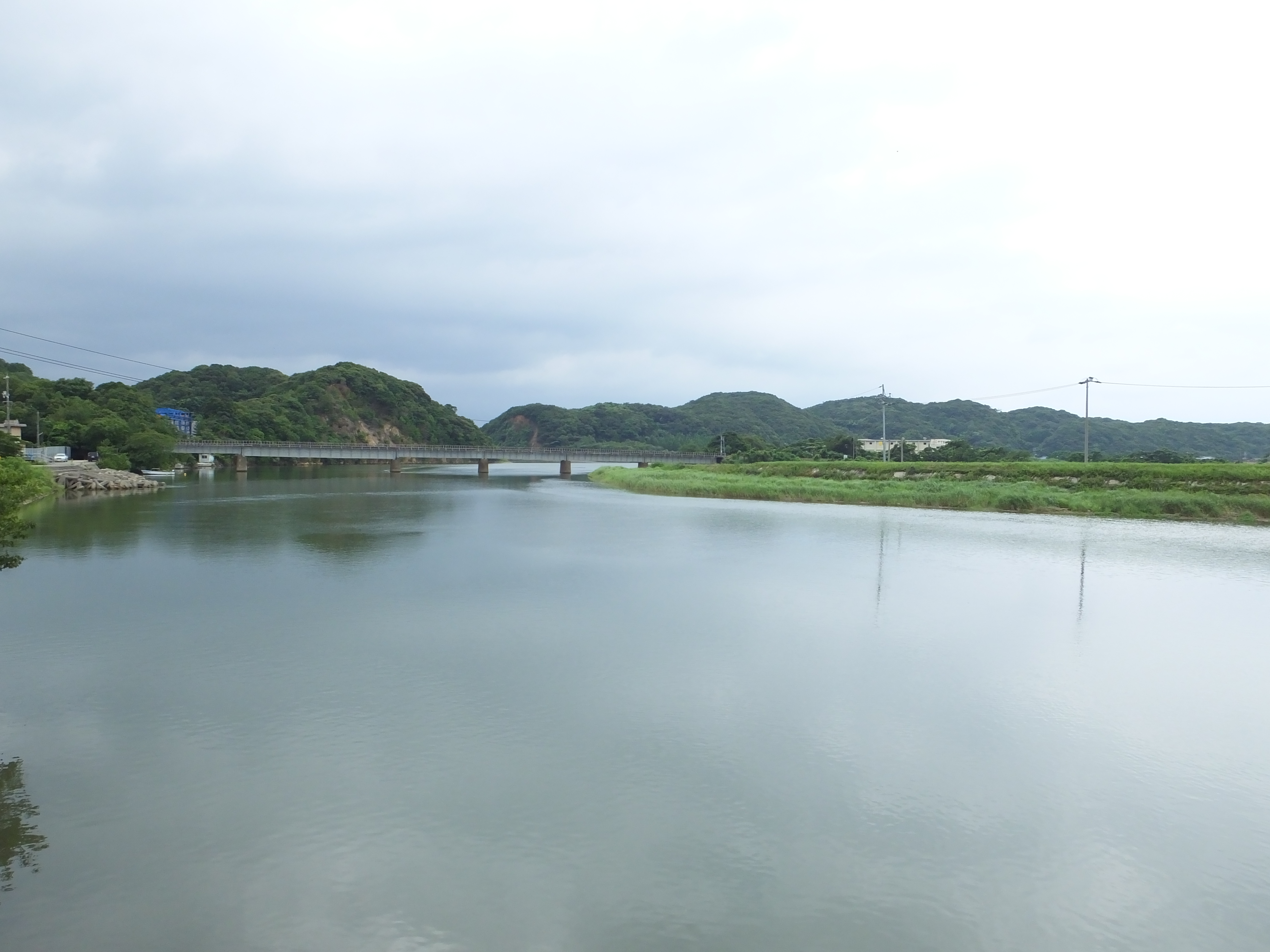
河口付近（郷の橋）

- 粟野橋 - 国道191号・山口県道269号豊田粟野港線
- 郷の橋 - JR山陰本線

## 参考資料
- 粟野川の復緊事業（山口県河川課）
- 平成19年度山口県水産研究センター事業報告